# Kasia Kulesza
Kasia Kulesza (ur. 29 sierpnia 1976 w Warszawie) – kanadyjska pływaczka synchroniczna, wicemistrzyni olimpijska.
W 1996 uczestniczyła w igrzyskach olimpijskich w Atlancie, gdzie udało się zdobyć razem z innymi koleżankami z kadry srebrny medal (Kanadyjki uzyskały ostatecznie rezultat 98,367 pkt).
Poza udanym olimpijskim występem, zawodniczka zdobywała srebrne medale w konkurencji drużyn, na mistrzostwach świata w 1994 roku oraz na igrzyskach panamerykańskich w 1995 roku; jak również złoty medal igrzysk Wspólnoty Narodów w Kuala Lumpur (w konkurencji duetów).